# Federico Kleger
Federico Esteban Kleger (né le 9 janvier 1903 à Wynberg - mort en 1952) est un athlète argentin, spécialiste du lancer du marteau. 

## Biographie

### Palmarès
| Date | Compétition                    | Lieu              | Résultat | Performance |
| ---- | ------------------------------ | ----------------- | -------- | ----------- |
| 1926 | Championnats d'Amérique du Sud | Montevideo        | 1er      | 46,46 m     |
| 1927 | Championnats d'Amérique du Sud | Santiago du Chili | 1er      | 46,69 m     |
| 1929 | Championnats d'Amérique du Sud | Lima              | 1er      | 49,57 m     |
| 1931 | Championnats d'Amérique du Sud | Buenos Aires      | 2e       | 45,57 m     |
| 1932 | Jeux olympiques                | Los Angeles       | 6e       | 48,33 m     |
| 1933 | Championnats d'Amérique du Sud | Montevideo        | 1er      | 53,51 m     |
| 1937 | Championnats d'Amérique du Sud | São Paulo         | 2e       | 48,85 m     |
| 1941 | Championnats d'Amérique du Sud | Buenos Aires      | 3e       | 46,60 m     |

### Records
| Épreuve           | Performance | Lieu       | Date |
| ----------------- | ----------- | ---------- | ---- |
| Lancer du marteau | 53,51 m     | Montevideo | 1933 |